# Spurius Postumius Albinus (consul en -110)
Pour les articles homonymes, voir Postumius Albus.
Spurius Postumius Albinus est un homme politique de la République romaine, consul en 110 av. J.-C.. Chargé de la guerre de Jugurtha, il est condamné l'année suivante par la lex Mamilia.

## Famille
Il est membre de la famille patricienne des Postumii Albini qui occupe de hautes magistratures tout au long de la République.
Il est le fils d'un Spurius, probablement Spurius Postumius Albinus Magnus, consul en 148 av. J.-C., et le petit-fils d'un autre Spurius, non magistrat.
Il a un frère, Aulus Postumius Albinus, fils et petit-fils d'un Spurius, à ne pas confondre donc avec Aulus Postumius Albinus, le consul en 99 av. J.-C., fils d'un Aulus et petit-fils d'un Spurius, qui pourrait donc être le neveu de Spurius.

## Biographie
Il est préteur au plus tard en 113 selon les dispositions de la lex Villia.
En 110, il est consul avec Marcus Minucius Rufus. La province de Macédoine échoit à son collègue alors qu'il reçoit le commandement de la guerre contre Jugurtha en Numidie,,.
En effet, à la mort du roi numide Micipsa, en 118, le royaume de Numidie est divisé entre le neveu Jugurtha et les deux fils du roi. En 116, Jugurtha tue le plus jeune fils du roi, Hiempsal et une commission part de Rome afin de diviser le royaume entre Jugurtha et Adherbal. Jugurtha connaissant bien les Romains réussit par des cadeaux à corrompre le chef de la délégation romaine Lucius Opimius et ses compagnons,,,. Jugurtha reçoit ainsi la partie la plus peuplée et la plus riche de la Numidie. Adherbal reçoit celle qui était la plus équipée en ports et en édifices,. En 113-112, Jugurtha attaque Adherbal qu’il tue, agissant contre les ordres de Rome. Des marchands italiens de Cirta sont tués et cela déclenche une guerre entre Rome et Jugurtha. Pendant que le consul Bestia lève des troupes en Italie, Jugurtha tente d'ouvrir des pourparlers, mais le Sénat rejette catégoriquement la possibilité d'une négociation et insiste pour recevoir une reddition complète du prince numide. Cependant, en 111, le consul Lucius Calpurnius Bestia, accompagné du princeps senatus Marcus Aemilius Scaurus, se laisse corrompre pour signer un simulacre de paix,. Un tribun de la plèbe, Caius Memmius, accuse le consul Bestia, Scaurus et d'autres aristocrates d'accepter des pots-de-vin du roi Jugurtha. Il convoque ce dernier à comparaître à Rome, et Jugurtha rejoint la capitale,.
À Rome, Postumius propose de régler le problème en donnant la couronne au prince numide Massiva, fils de Gulussa et petit-fils du roi Massinissa. Cependant, en janvier 110, Jugurtha fait assassiner son rival à Rome même par l'intermédiaire de Bomilcar. L'un des assassins est aussitôt arrêté et conduit devant le consul. Le complot est dénoncé, et Bomilcar est obligé de fournir des cautions importantes et de comparaître pour subir son procès ; mais, avant le procès, Jugurtha le renvoie secrètement en Numidie, avant de quitter Rome à son tour sur demande du Sénat, lui-même ne pouvant être inquiété,.
Le consul réapprovisionne les troupes stationnées en Afrique et en prend le commandement en milieu d'année, menant les préparatifs au combat de manière énergique. Jugurtha évite les batailles rangées et offre des négociations qu'il rompt ensuite. Albinus est ensuite soupçonné d'avoir été corrompu et de jouer le jeu du prince numide. Albinus revient à Rome pour organiser les élections pour l'année à venir, laissant à son frère Aulus Postumius Albinus le commandement sur place, le nommant propréteur. Spurius doit faire face à l'agitation de certains tribuns de la plèbe qui empêchent la tenue des comices,,.
À l'automne 110, Aulus mène l'armée romaine pour combattre Jugurtha sans en avoir reçu l'ordre de Rome; il est pris au piège par Jugurtha à la bataille de Suthul et une partie de son armée fuit, le reste étant prisonnier, y compris Aulus. Il signe une paix honteuse et les soldats romains passent sous le joug. Spurius essaie de faire valider le traité signé par son frère par le Sénat, en vain, puis part en Afrique, mais sans renfort, des tribuns de la plèbe s'y étant opposés. Spurius souhaite redresser la situation compromise par son frère, mais il ne peut lancer une campagne avec uniquement les troupes sur place, vaincues et démoralisées,.
Proconsul d'Afrique en 109, il laisse le commandement de la guerre contre Jugurtha à un des nouveaux consuls, Quintus Caecilius Metellus, qui a pour légats Caius Marius et Publius Rutilius Rufus, futurs consuls,.
Un tribun de la plèbe en 109, Caius Mamilius Limetanus, obtient qu'une commission soit mise en place pour juger ceux qui, dans leurs ambassades ou leurs commandements, ont reçu de l'argent de Jugurtha,. Outre Spurius Postumius Albinus, trois autres consulaires sont condamnés : Lucius Opimius, chef d'une ambassade corrompue en 116, Caius Porcius Cato, consul en 114 et légat en Numidie vers 111/110 et Lucius Calpurnius Bestia, consul en 111 et qui se laisse corrompre pour signer un simulacre de paix,. Son frère Aulus est aussi visé par cette commission, pour avoir négocié un traité avec Jugurtha sans l'aval du Sénat, mais on ne sait pas s'il est condamné.